# DNT (音楽グループ)
DNT（DRAGON N TIGER ; ドラゴンアンドタイガー）は、韓国のアイドルグループ。オレンジエンターテイメント所属。ダンス音楽を追い求めるDRAGON（JUN YONG & JUNG JO）と、バラード音楽を追い求める TIGER（CHIHO & TAE RANG）で構成された4人組。

## メンバー
- JUN YONG（本名、ムン・ジュンヨン、1986年7月23日 - 181cm 58kg B型）
- TAE RANG（本名、パク・ビョンギュ、1989年2月11日 - 179cm 57kg B型）
- JUNG JO（本名、イ・ジョンジョ、1990年2月17日 - 180cm 57kg A型）
- CHIHO（本名、チョン・チホ、1986年12月20日 - 175cm 64kg O型）

## 元メンバー
- TAE KU
- MIN
- DONG UK
- KARYN

## グループの歴史

### デビュー
「バラードとダンスが調和を成す新しいタイプの新人」として、曲の半分がバラード、残りの半分がダンスという異色ナンバー『2人そしてその後』で2008年に韓国にてデビューした。2009年、歌手イ・ウンミの『恋人がいます』のリメイク曲を発表、グループ「PARAN」の『DON’T CRY』を編曲した“The Grand”が楽曲を手がけている。2011年6月11日と12日には、新大久保のライブハウス「聖地」にて、日本では初となるライブに出演した。

### JAPAN promotion
- 2011年6月11日・12日 初来日ライブ＠新大久保 ライブハウス聖地
- フジテレビ 携帯サイト asia holic

### KOREA promotion
2008年“二人そしてその後”
- MBC every1 「無限ガールズ」
- ETN 「百万ボルト新人王戦」
- YTN Star 「 Live power music」
- YTN Star 「ミュウビ アンヅロメダ」
- Mnet 「M – Super concert」
- Channel [V] 「楽しい歌謡、スーパールーキー」
- MBC FM Radio 「ガンイン、テヨンの親友」
- U – KBS HEART 「何からなにまで」

2009年 1st Digital Single Album 『DNT AND YOU – Title : 애인있어요』
- YTNSTAR『彼らの日常』
- KBS『ミュージックバンク』
- アリランTV『POPS IN SEOUL』
- SKY HD音楽プロ『THE M』
- ゴンTV SHOW ME THE MUSIC『イホンジュの今日午後』
- Mnet『M ! COUNTDOWN』
- Mnet『최양락의 닷까기 Z』
- YTNSTAR『LIVE POWER MUSIC』
- アリランTV Pops in seoul「In the booth with」
- 1st ファンミーティング
- M.NET『フィソンのPre – Star 1 Show』

2009年 2nd Digital Single Album 『New Style - Title : 정신없이 예뻐』
- ETN演芸ステーション招待席
- Enter - 6「新曲発表記念ショーケス」
- Y - star『スターニュース』
- KBScoolFM
- スーパージュニアの『キスザラジオ』
- KBScoolFM『ホンジンギョンの歌謡広場』
- tvN E NEWS
- KBScoolFM『ソキョンソクのミュージックショー』
- ライブバトル3週連続優勝者特集
- YTNSTAR『LIVE POWER MUSIC』
- KBS『ミュージックバンク』

2009年 3rd Digital Single Album『가슴이 사랑하는 법』
- 『ニュースN』インタビュー
- Mnet『M!super concert』
- SBS『ゾンヒョンドン、チェヤンラクの大丈夫よ』
- KBS『ミュージックバンク』
- Y - star スターニュースインタビュー
- YTN STAR『LIVE POWER MUSIC』
- アリランTV『K-POPZONE』
- KBS『スターゴールデンベル』
- タイ進出-放送とファンミーティング進行（タイチャンネルアジアチャート5位ランク）
- KBS『愛のリクエスト』

2010年 4th Digital Single Album『노크노크(Knock Knock)』
- YTNSTAR『LIVE POWER MUSIC』
- アリランTV『THE M wave』
- 月刊ジュニアインタビュー
- Mnet『エムルーキー』
- Mnet JAPAN インタビュー
- Mnet『why not?』
- KBS『ミュージックバンク』
- SKY HD『3Dライブポップコン』
- コメディTV『パピヨン』芸能プログラム出演
- SBS『웃찾사』『ウッチャッサ』ギャグプログラム出演
- SBS「除夜の鐘の音」

### 1st Thailand promotion
2009年よりタイにも活動の幅を広げ、SPECIAL DIGITAL SINGLE（2008）がTV program タイ・アジアチャート5位にランクイン。
ショー・ラジオ出演
- 出演したすべてのプロでDNTスペシャルとして放送（有名TV番組07show最高視聴率60％）
- 10ヶ所の雑誌社・放送社による「「記者会見」」
- アジア各国の歌手が出演する公演にゲスト出演
- アジア各国参加のダンス競演大会特別ゲスト
- ファンミーティング ミニコンサート開催
- タイTV放送から韓国訪問（オレンジエンターテイメントでインタビュー進行）

## ディスコグラフィ

### 韓国
1. FIRST MINI ALBUM（2008年08月）
2. SPECIAL DIGITAL SINGLE（2008年01月）
3. Second Single Album（2006年11月）
4. Third Single Album（2009年11月）
5. 4th Digital Single（2010年07月）

### タイ
1. Thailand Special Album（非売品）